# Comunidad de Villa y Tierra de Ayllón

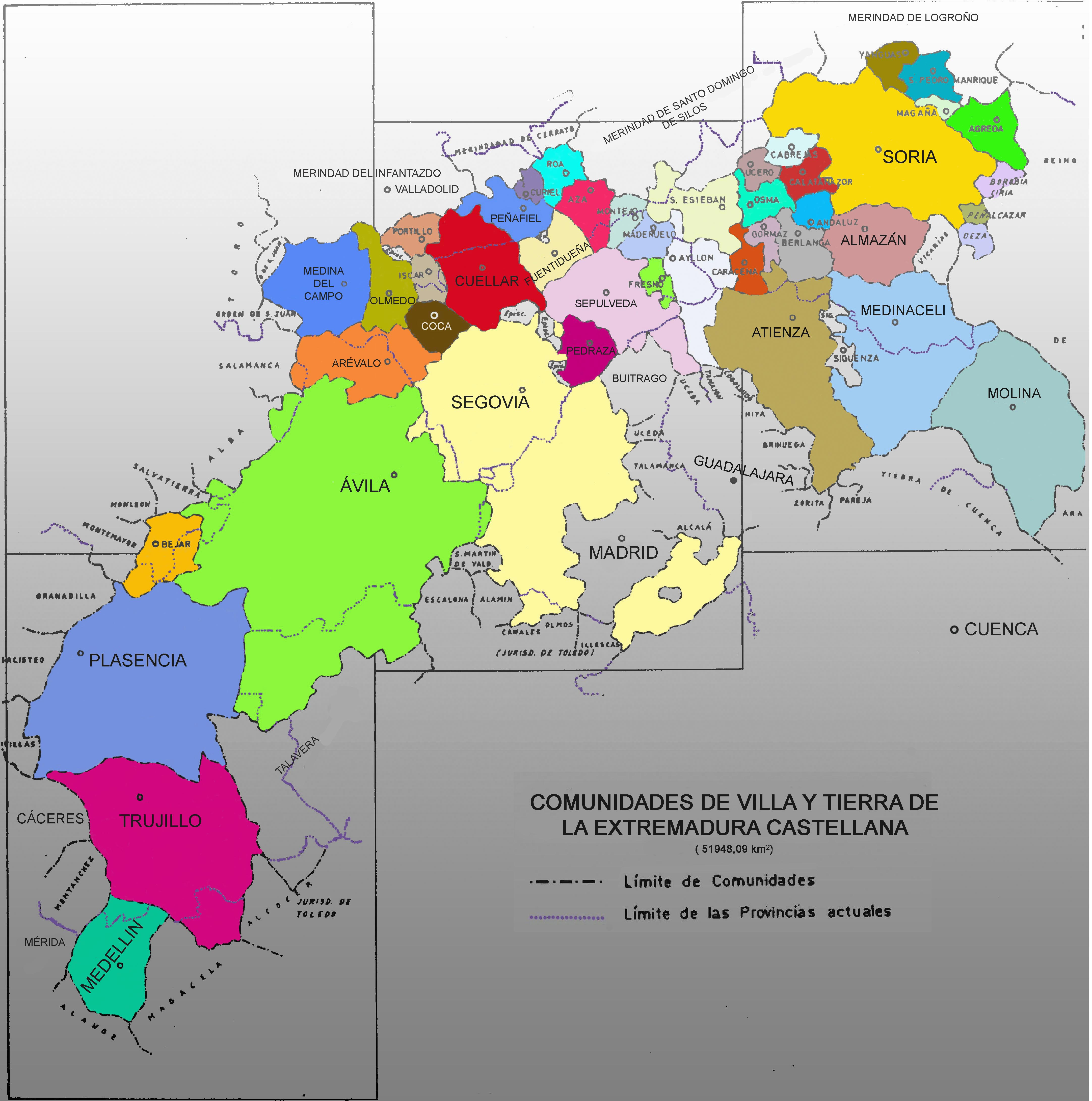
Comunidades de villa y tierra de l'Extremadura castellana, Ayllón al centredreta del mapa

Comunidad de Villa y Tierra de Ayllón és una de les comunitats en què s'organitzà el territori de l'Extremadura castellana, al sud del Duero, al repoblar-se. Tenia una extensió d'uns 824 km².

## Localitats
Està formada pels següents municipis:
- A la província de Segòvia: Ayllón, Languilla, Corral de Ayllón, Ribota
- A la província de Guadalajara: Campillo de Ranas, Cantalojas, Majaelrayo
- A la província de Sòria: Montejo de Tiermes, Liceras

Aquests s'organitzen en sexmos o grups de sis pobles:
- Sexmo de Torraño: 
  - Torraño, Torremocha de Ayllón, Ligos.
- Sexmo de Valdeliceras:
  - Montejo de Tiermes, Liceras, Torresuso, Cuevas de Ayllón, Noviales.
- Sexmo de la Transierra:
  - Almiruete, Campillo de Ranas, Cantalojas, Majaelrayo, Villacadima, Campillejo, El Espinar, Roblelacasa o Roblecasa y Robleluengo.
- Sexmo de Saldaña:
  - Aldealázaro, Ribota, Saldaña de Ayllón, Valvieja, Alquité, Martín Muñoz de Ayllón.
- Sexmo de la Sierra:
  - Madriguera, Becerril, El Muyo, El Negredo, Serracín, Villacorta.
- Sexmo de Mazagatos:
  - Santa María de Riaza, Languilla, Mazagatos, Corral de Ayllón, Valdanzo, Valdanzuelo, Cenegro.
- Sexmo del Río:
  - Francos, Estebanvela, Grado del Pico, Santibáñez de Ayllón